# Конкурсы искусств на Олимпийских играх
Конкурсы искусств на Олимпийских играх проходили с 1912 по 1948 год. Эту идею выдвинул барон Пьер де Кубертен, основатель современного олимпийского движения, который отмечал важность первоначальной красоты Олимпийских игр античности.

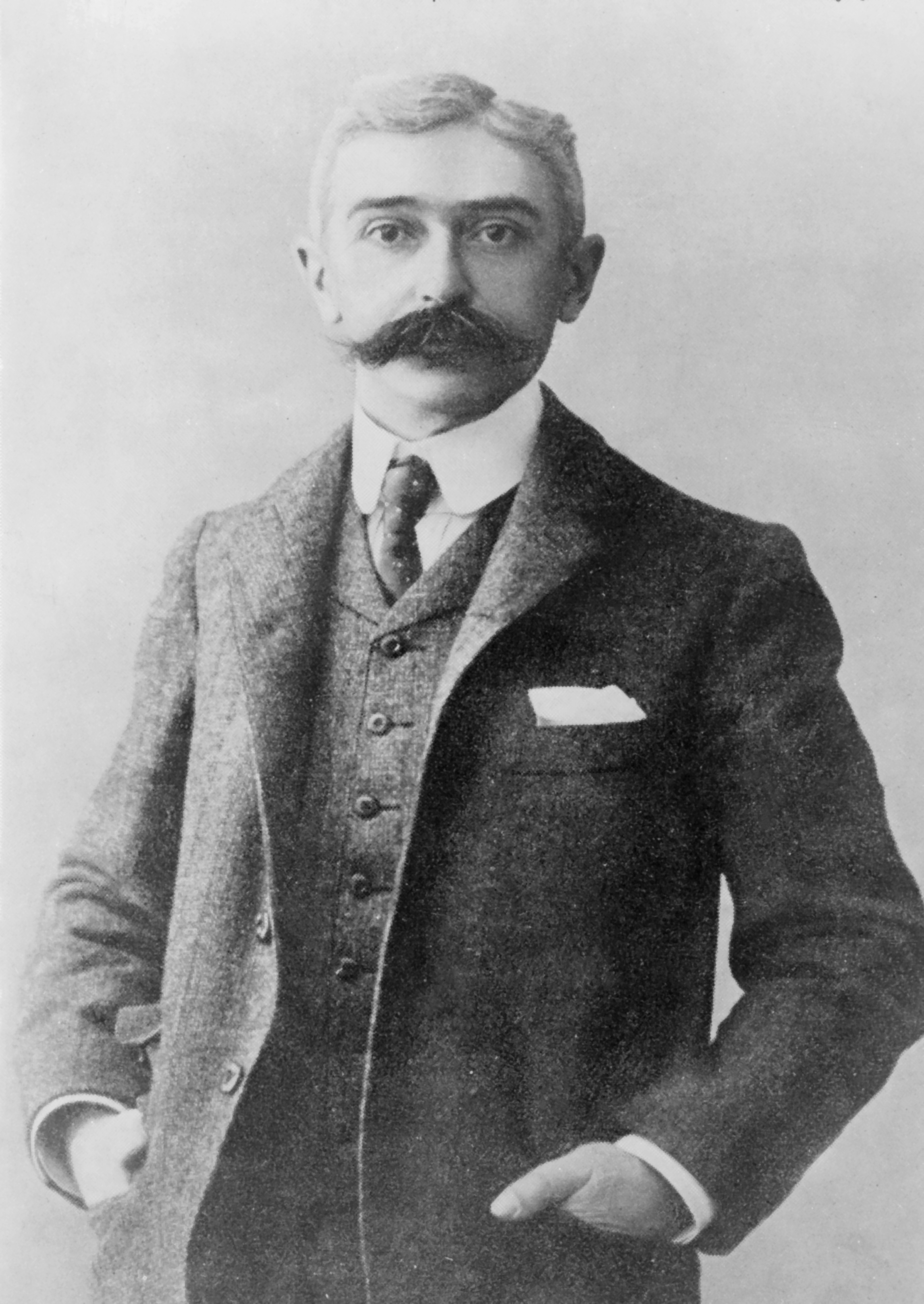
Барон Пьер де Кубертен. Золотая медаль по литературе за «Оду спорту». 1912-Стокгольм

## История
Созданием Международного олимпийского комитета в 1894 году в Париже / Франция и проведением современных Олимпийских игр барон Пьер де Кубертен старался воплотить идеалы укрепления психического и физического здоровья в миролюбивых спортивных состязаниях. Другим его пожеланием стало гармоничное сочетание спорта с искусством, именно поэтому он предложил ввести в программу Олимпийских игр художественные конкурсы, тематически связанные со спортом.
Идея Кубертена обсуждалась на IV Олимпийском конгрессе в Париже 23—25 мая 1906 года. В циркулярном письме, направленном членам МОК накануне конгресса, предлагалось обдумать и решить, каким образом искусство и литературу можно включить в современные олимпиады. От замысла до его реализации прошли годы. Только на V летних Олимпийских играх 1912 года в Стокгольме / Швеция художественные конкурсы впервые вошли в программу. Число участников было небольшим — всего 33, тем не менее награждения медалями состоялись по всем категориям. Российскую империю на конкурсе искусств в категории «скульптура» представлял князь Паоло Трубецкой. 
На VII летних Олимпийских играх 1920 года в Антверпене художественные конкурсы, хотя и входили в программу, имели скорее характер параллельного мероприятия, не привлекая к себе особого внимания. Но такое отношение изменилось четыре года спустя в Париже, где не менее 193 художественных работ было представлено для оценок жюри. Примечательным также стало участие в VIII летних Олимпийских играх 1924 года трёх русских представителей искусства (художники Мария Вега и Александр Яковлев и скульптор Сергей Юрьевич), эмигрировавших во Францию после Октябрьской революции и, вероятно, уже имевших французское гражданство, но решивших выступать под флагом России. В то время как на официальном уровне СССР игнорировал Олимпийские игры, считая их «буржуазным» мероприятием.
Значение художественных конкурсов значительно возросло на IX летних Олимпийских играх 1928 года в Амстердаме. Городской музей (Амстердам) выставил более 1100 экспонатов, не считая работ по литературе, музыке и архитектуре. Четыре из пяти категорий были разделены на подкатегории. Художникам разрешалось продавать свои произведения после закрытия выставки, что было довольно спорным, учитывая правила МОК.
Из-за Великой депрессии и удалённости Лос-Анджелеса на Олимпиаде 1932 года участников было меньше, чем в 1928 году. Однако на художественные конкурсы это не повлияло. В общей сложности 384 000 посетителей посмотрели выставку в Лос-Анджелесе в Музее истории, науки и искусства.
Художественные конкурсы на Олимпиадах 1936 и 1948 годов публика также принимала с одобрением, независимо от уменьшения числа участников. Но на конгрессе МОК в 1949 году обсуждался доклад, согласно которому практически все участники художественных конкурсов были профессионалами, занимающимися искусством за деньги, что не соответствовало любительскому статусу Олимпиад . Поэтому соревнования решено было заменить на выставки без наград и медалей. Это вызвало ожесточенные дебаты в рамках МОК. В 1951 году МОК решил вновь вернуть художественные конкурсы в программу XV летних Олимпийских игр 1952 года в Хельсинки. Однако финские организаторы отказались от этой идеи под предлогом недостатка времени на подготовку.
На конгрессе МОК в 1954 году окончательно решили заменить художественные конкурсы выставками. Попытки пересмотреть этот вопрос оказались безрезультатными. Тем не менее, в Олимпийской хартии прописаны дополнительные обязательства для организаторов — включать в программу Олимпиад культурные мероприятия, чтобы «способствовать развитию взаимопонимания, дружбы и гармоничных отношений между участниками и зрителями» .

## Конкурсы
Конкретные детали проведения художественных конкурсов видоизменялись с 1912 по 1948 годы, но основные правила оставались прежними. Все заявки должны были вдохновляться спортом и быть оригинальными, до Олимпийских игр их не разрешалось где-либо заранее обнародовать. Как и в спортивных состязаниях, в художественных конкурсах предусматривались награды золотыми, серебряными и бронзовыми медалями. Авторам разрешалось представлять несколько своих произведений, но число их было ограничено. Теоретически для участника существовала возможность выиграть несколько медалей в одной и той же категории.

### Архитектура
Общая категория по произведениям архитектуры существовала с 1912 по 1948 год, в 1928 году к ней добавилось градостроительство, хотя разделительную линию между этими категориями было довольно трудно проводить.

### Музыка
До 1932 года был только один общий музыкальный конкурс. В 1936 году появилось разделение на категории: оркестровая и инструментальная музыка, сольное и хоровое пение. В 1948 году эти категории были преобразованы в хор/оркестр, инструментальная/камерная музыка и пение. Жюри часто не могло прийти к общему мнению. По этой причине не всегда присуждались все возможные медали. Дважды (в 1924 и 1936) жюри вообще отказывалось от присуждении медалей в категории инструментальной музыки.

### Живопись
Общая категория была разделена в 1928 году на три подгруппы: рисунок, графический дизайн и живопись. Впоследствии в программу вносились изменения. В 1932 году художники соревновались по категориям: картины, рисунки и акварели, гравюры. В 1936 году в программу добавили рекламную графику. В 1948 году, когда художественные конкурсы проводились на Олимпиаде последний раз, в программу включили печатную графику и офорт.

### Скульптура
Скульптурный конкурс был разделен в 1928 году на две категории — статуя (круглая скульптура) и рельеф. В 1936 году добавилась ещё одна категория — медали и спортивные значки.

## Участники
Хотя большинство участников благодаря победам в художественных конкурсах получили широкое признание у себя на родине, лишь немногие из них стали известны во всем мире. Всемирно известны, однако, некоторые члены жюри. Например, в состав жюри VIII Летних Олимпийских игр 1924 года в Париже (Франция) входили — шведская писательница Сельма Лагерлёф, а также русский композитор, дирижёр и пианист Игорь Стравинский.
На V Летних Олимпийских играх 1912 года в Стокгольме (Швеция), когда впервые в программу Игр включили художественные конкурсы, основатель Международного олимпийского движения барон Пьер де Кубертен участвовал в литературном конкурсе под псевдонимом. Его «Ода спорту» была отмечена золотой медалью.
В истории Олимпийских игр только два участника были призёрами как спортивных, так и художественных соревнований. Это американский стрелок и скульптор Уолтер Уайнэнс (годы жизни 1852—1920), а также венгерский пловец и архитектор Альфред Хайош (годы жизни 1878—1955).
Золотой медалист IV Летних Олимпийских игр 1908 в Лондоне (Великобритания) — стрелок Уолтер Уайнэнс (англ. Walter Winans) на V Летних Олимпийских играх 1912 года в Стокгольме занял первое место в соревнованиях по скульптуре.
Двукратный чемпион I летних Олимпийских игр 1896 года в Афинах (Греция) — пловец Альфред Хайош (венг. Hajós Alfréd), получив профессию архитектора, участвовал в конкурсе искусств на VIII Летних Олимпийских играх 1924 года в Париже (Франция) и был награждён серебряной медалью за план стадиона в номинации архитектура.
На IX Летних Олимпийских играх 1928 года в Амстердаме (Нидерланды) голландский архитектор Ян Вилс завоевал золотую медаль за архитектурный проект Олимпийского стадиона, построенного в Амстердаме.
Только один участник — художник из Люксембурга Жан Якоби дважды был награждён золотой медалью — за живописные работы в 1924 году в Париже и за рисунок в 1928 году в Амстердаме.
На XIV Летних Олимпийских играх 1948 года в Лондоне (Великобритания), когда в последний раз в программу Игр входили художественные конкурсы, шведский скульптор Густав Нордал прославился, выиграв золотую медаль. Его скульптурная группа установлена перед зданием гимнастическо-спортивной школы в Стокгольме.

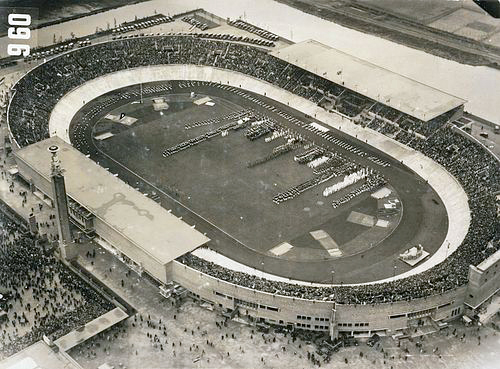
За проект стадиона  в Амстердаме золотая медаль 1928 года архитектору Яну Вилсу
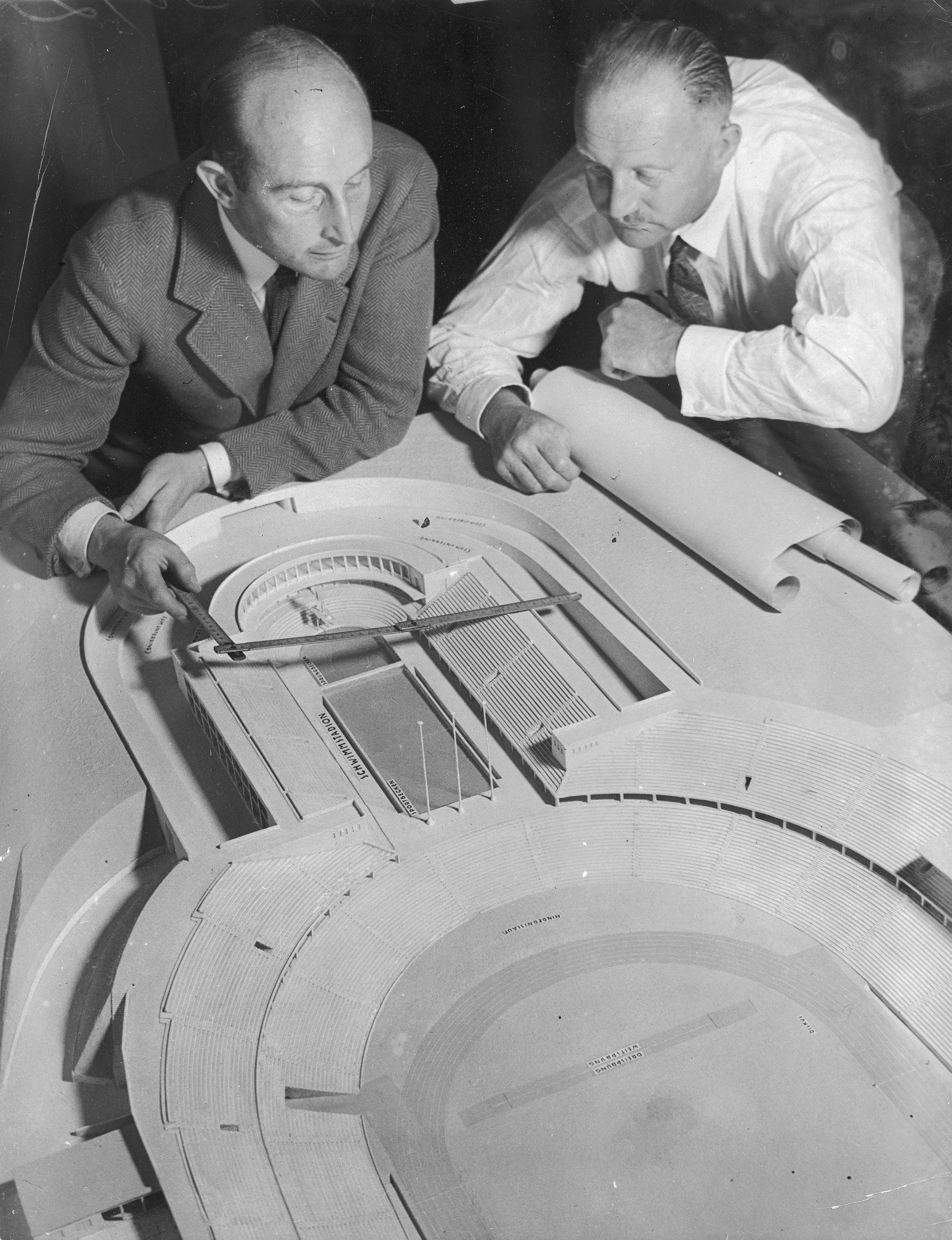
За проект стадиона в Берлине золотая медаль 1936 года Вернеру Марху
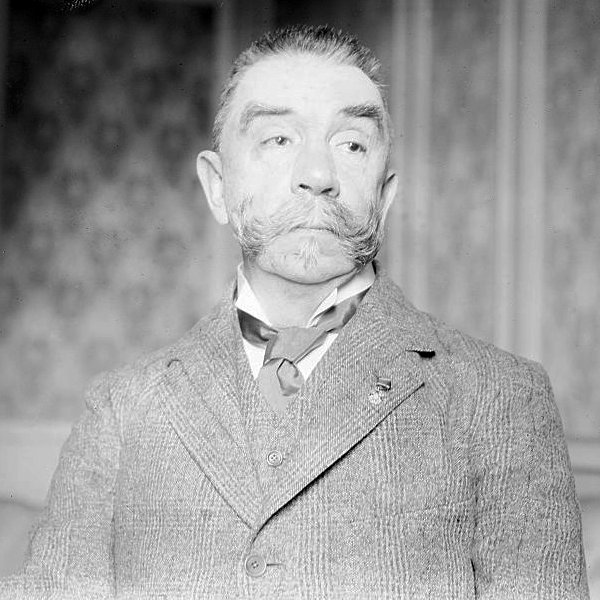
1912. Стокгольм. Уолтер Уайнэнс. Золотая медаль по скульптуре
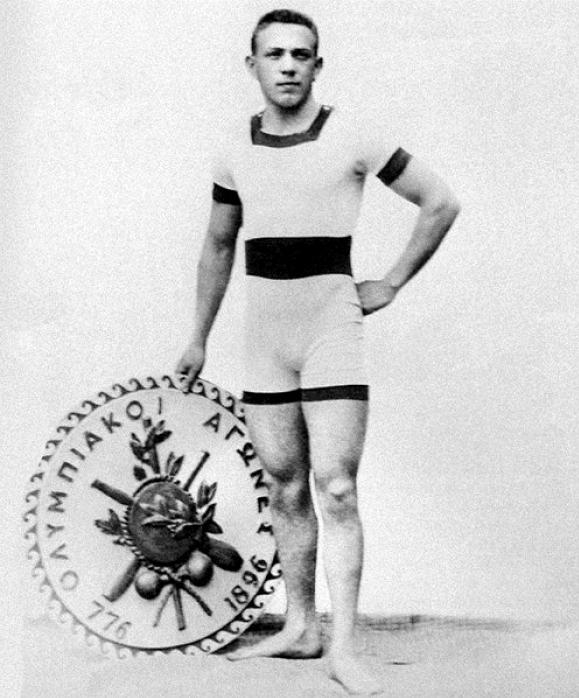
1924. Париж. Альф Хайош. Серебряная медаль по архитектуре
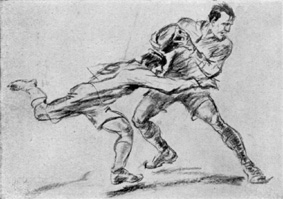
1928. Амстердам. Рисунок «Регби» художника Жана Якоби из Люксембурга
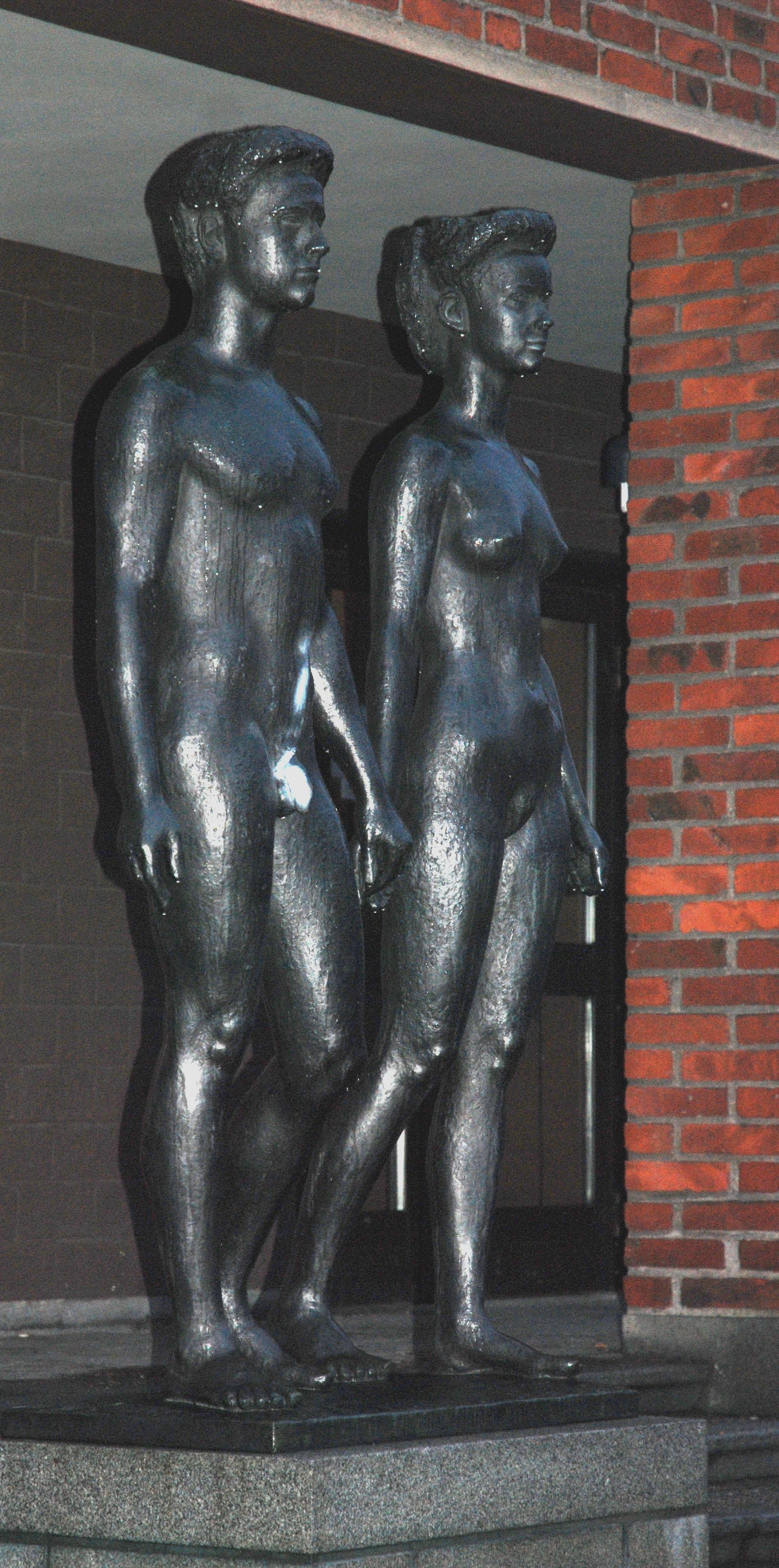
1948. Лондон, скульптура шведа Густава Нордала